# (152561) 1991 RB
1991 أر بي (ويعرف أيضًا باسم (152561) 1991 أر بي وفق تسمية الكوكب الصغير) (بالإنجليزية: 1991 RB)‏ هو كويكب ضمن حزام الكويكبات؛ وترتيبه 152561 من حيث الاكتشاف.
اكتُشف هذا الجُرم الفلكي بواسطة روبرت إتش ماكنوت في 4 سبتمبر 1991.

## وصلات خارجية
- (152561) 1991 RB في قاعدة بيانات مختبر الدفع النفاث لأجرام النظام الشمسي الصغيرة

- الاكتشاف · مخطط المدار ·  العناصر المدارية · المعلمات المادية

- (152561) 1991 RB على موقع ويكي سكاي: DSS2, SDSS, GALEX, IRAS, Hydrogen α, X-Ray, Astrophoto, Sky Map, Articles and images